# Partido Feminista (Finlandia)
El Partido Feminista (en finés: Feministinen puolue, en sueco: Feministiska partiet ) es un partido político feminista finlandés. Fue fundado en junio de 2016 y registrado como partido político en enero de 2017. El partido cuenta con tres presidentes, Katju Aro, Warda Ahmed y Katriina Rosavaara. Llama a la igualdad de género, los derechos humanos y la seguridad humana los pilares principales de su política.
El partido tuvo 40 candidatos en nueve municipios en las elecciones municipales finlandesas de 2017. Katju Aro, una de las presidentas del partido, fue elegida para el Ayuntamiento de Helsinki.

## Resultados elecctorales

### Elecciones municipales
| Año  | Concejales | Votos | Votos |
| ---- | ---------- | ----- | ----- |
| 2017 | 1          | 6.856 | 0,3%  |

### Parlamento de Finlandia
| Año  | Diputados | Votos       | Votos |
| ---- | --------- | ----------- | ----- |
| 2019 | 0         | 6.662 (#15) | 0,2%  |
| 2023 | 0         | 1.109 (#22) | 0,04% |

### Parlamento Europeo
| Año  | Eurodiputados | Votos | Votos | Ref.  | Ref. |
| ---- | ------------- | ----- | ----- | ----- | ---- |
| 2019 | 0             | 4.442 | 0,2%  | [ 8 ] |      |